# Hymedesmia stylifera
Hymedesmia stylifera är en svampdjursart som först beskrevs av Alander 1942.  I den svenska databasen Dyntaxa används istället namnet Hymedesmia stylifer. Enligt Catalogue of Life ingår Hymedesmia stylifera i släktet Hymedesmia och familjen Hymedesmiidae, men enligt Dyntaxa är tillhörigheten istället släktet Hymedesmia och familjen Hymedesmidae. Arten är reproducerande i Sverige. Inga underarter finns listade i Catalogue of Life.